# Fontaine d'Aigoulène
La fontaine d'Aigoulène est une fontaine située à Limoges dans le département de la Haute-Vienne en région Nouvelle-Aquitaine.

## Historique
D'après une relation de voyage en France publiée en 1643 par Louis Coulon (1605-1664), « la Fontaine d’Aygolen est l’unique ornement de la ville : elle fait deux estangs, qu’on ouvre deux fois la semaine pour nettoyer les rües ».
La vasque est inscrite au titre des monuments historiques par arrêté du 16 septembre 1949.